# Heywood (Australie)
Heywood est une ville située dans l'État de Victoria, en Australie. Son altitude est de 27 m. Heywood est à 357 km à l'ouest de la capitale de l'État, Melbourne et à 27 km au nord de Portland.
Au recensement de 2006, Heywood comptait 1 287 habitants.